# Gutland

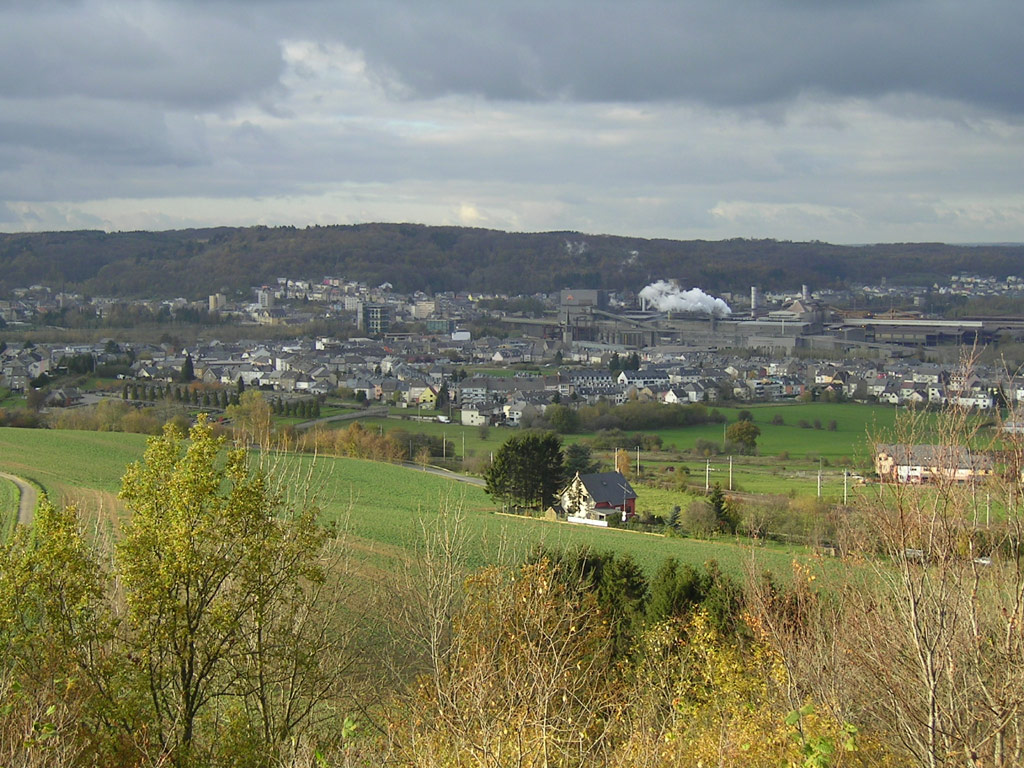
Zicht op de stad Differdange in het zuidwesten

Gutland (Frans: Bon Pays of Pays Bon, Luxemburgs: Guttland) is het zuidelijk deel van het Groothertogdom Luxemburg, dat niet meer tot de Ardennen wordt gerekend. Het beslaat 68 procent van het grondgebied van Luxemburg. Het noordelijk deel van Luxemburg is bekend onder de naam Ösling.
Het grootste deel bestaat uit het district Luxemburg en een kleiner deel uit het district Grevenmacher. De grootste stad is de stad Luxemburg en de belangrijkste rivier is de Alzette.
Het is een over het algemeen landelijk en dunbevolkt gebied, behalve rondom de hoofdstad Luxemburg en in het geïndustrialiseerde zuidwesten. Aan de oostgrens komt wijnbouw voor.
Ook een klein aangrenzend gebied in Duitsland wordt tot Gutland gerekend: in de zuidelijke Eifel ligt het Bitburger Gutland.